# El Huecú
El Huecú är en kommunhuvudort i Argentina.   Den ligger i provinsen Neuquén, i den sydvästra delen av landet, 1 100 km väster om huvudstaden Buenos Aires. El Huecú ligger 1 224 meter över havet och antalet invånare är 1 399.
Terrängen runt El Huecú är huvudsakligen kuperad. El Huecú ligger nere i en dal. Trakten runt El Huecú är nära nog obefolkad, med mindre än två invånare per kvadratkilometer.. Det finns inga andra samhällen i närheten. 
Omgivningarna runt El Huecú är i huvudsak ett öppet busklandskap.